# ایلوا لیندبرگ
ایلوا لیندبرگ (انگلیسی: Ylva Lindberg؛ زادهٔ ۲۹ ژوئن ۱۹۷۶) بازیکن هاکی روی یخ اهل سوئد است.